# Frine, Sklavin der Liebe
Frine, Sklavin der Liebe (Originaltitel: Frine, cortigiana d’Oriente) ist ein italienischer Spielfilm aus dem Jahr 1953. Die gleichnamige Hauptrolle der griechischen Hetäre Phryne (Frine) spielte Elena Kleus. Regie führte Mario Bonnard.

## Handlung
Griechenland im 4. Jahrhundert v. Chr. In Theben gibt der Tyrann Osco Anweisung, die Familie der schönen Afra durch einen Betrug zu vernichten. Als Bettler verkleidet, dringt sein Gefolgsmann Lamachos in das Haus des Mädchens ein und beschuldigt dessen Eltern, eine wertvolle Halskette aus dem Demeter-Tempel gestohlen zu haben. Diese werden daraufhin lebendig verbrannt, während Afra ins Gefängnis geworfen wird. Lamachos befürchtet, von Osco verraten zu werden, und flieht.
Afra gelingt es, Osco zu entkommen. In einem Wald wird sie jedoch von Sklavenhändlern gefangen genommen, die sie zusammen mit anderen Mädchen nach Athen verschleppen, um sie dort auf dem Sklavenmarkt zu verkaufen. Dort wird Afra von Lamachos entdeckt. Er kauft sie als Sklavin und überzeugt sie, sich zur Kurtisane ausbilden zu lassen. Afra nimmt den Namen Frine („Kröte“) an. In der Zwischenzeit hat Alexander der Große die Stadt Theben zerstört, die sich seinem Expansionsvorhaben, Griechenland und Makedonien zu vereinen, widersetzt hatte.
Frine wird innerhalb eines Jahres zur begehrtesten Kurtisane der Stadt. Eines Tages lernt sie den jungen und gut aussehenden Athener Anwalt Hypereides kennen, der sich nach einem kurzen Gespräch in sie verliebt. Frine bittet, nachdem sie vom traurigen Schicksal Thebens erfahren hat, darum, die Stadtmauern mit ihrem eigenen Vermögen wieder aufzubauen, unter der Bedingung, dass auf dem Tor folgende Worte stehen: „Theben, zerstört von Alexander dem Makedonier, wieder aufgebaut durch den Willen von Phryne“.
Um ihr Ziel zu erreichen, versucht Frine auf Betreiben des verräterischen Lamachus, sich bei den eleusischen Riten zu Ehren der Demeter als Göttin auszugeben. Frine wird daraufhin vor Gericht geschleppt und der Gotteslästerung angeklagt. Hypereides verteidigt sie, wobei er ihren Körper entblößt, um sie schön wie Aphrodite zu präsentieren. Frine wird freigesprochen.

## Kritiken
„Die Geschichte der Phryne, einer der berühmtesten Hetären im antiken Athen, als theatralisch-kitschiges Sittenbild, stilistisch eher dem italienischen Vorkriegskino verhaftet.“